# Stazione di Tikkurila
La Stazione di Tikkurila (in finlandese Tikkurilan rautatieasema, in svedese Dickursby station) (IATA: HVT) si trova a Tikkurila, il centro amministrativo di Vantaa, nell'area metropolitana di Helsinki. Si trova a circa 16 km dalla stazione centrale di Helsinki e a 5 km dall'aeroporto di Helsinki. È considerata la stazione ferroviaria principale di Vantaa. Qui si fermano quasi tutti i treni, sia a lunga percorrenza sia locali.
La stazione di Tikkurila è una delle prime sette stazioni costruite in Finlandia, aperte nel 1862 con la prima ferrovia del paese, che univa Helsinki a Hämeenlinna. Era anche l'unica, oltre ai due capolinea, ad essere costruita in muratura anziché in legno. Il vecchio fabbricato viaggiatori della stazione è stato trasformata in museo negli anni '70, quando l'attuale stazione è stata costruita a nord di quella originaria.
Nel 2020 si è verificato il calo del 56% dell'utenza, raggiungendo i di 14696 passeggeri giornalieri.

## Collegamenti
La stazione rappresenta uno snodo del trasporto pubblico. I servizi automobilistici espletano sia corse locali con l'uso di minibus sia vari collegamenti all'interno di Vantaa, oltre a servizi regionali diretti a Helsinki. Tra i servizi più importanti che transitano dalla stazione di Tikkurila si annovera la linea 570, operativa 24 ore su 24, che unisce la stazione della metropolitana di Mellunmäki e l'Aeroporto.
Dal quando è stata ultimata la linea di cintura di Helsinki, la stazione offre un collegamento ferroviario abbastanza frequente con l'aeroporto di Helsinki-Vantaa, situato a circa 5 km ad ovest della stazione e con le aree occidentali di Vantaa attraverso il servizio ferroviario della linea I. Altri collegamenti ferroviari includono treni giornalieri per Mosca e San Pietroburgo, attualmente sospesi per via della pandemia di COVID-19. Tutti i servizi diretti a sud terminano alla stazione ferroviaria centrale di Helsinki.

## Galleria d'immagini

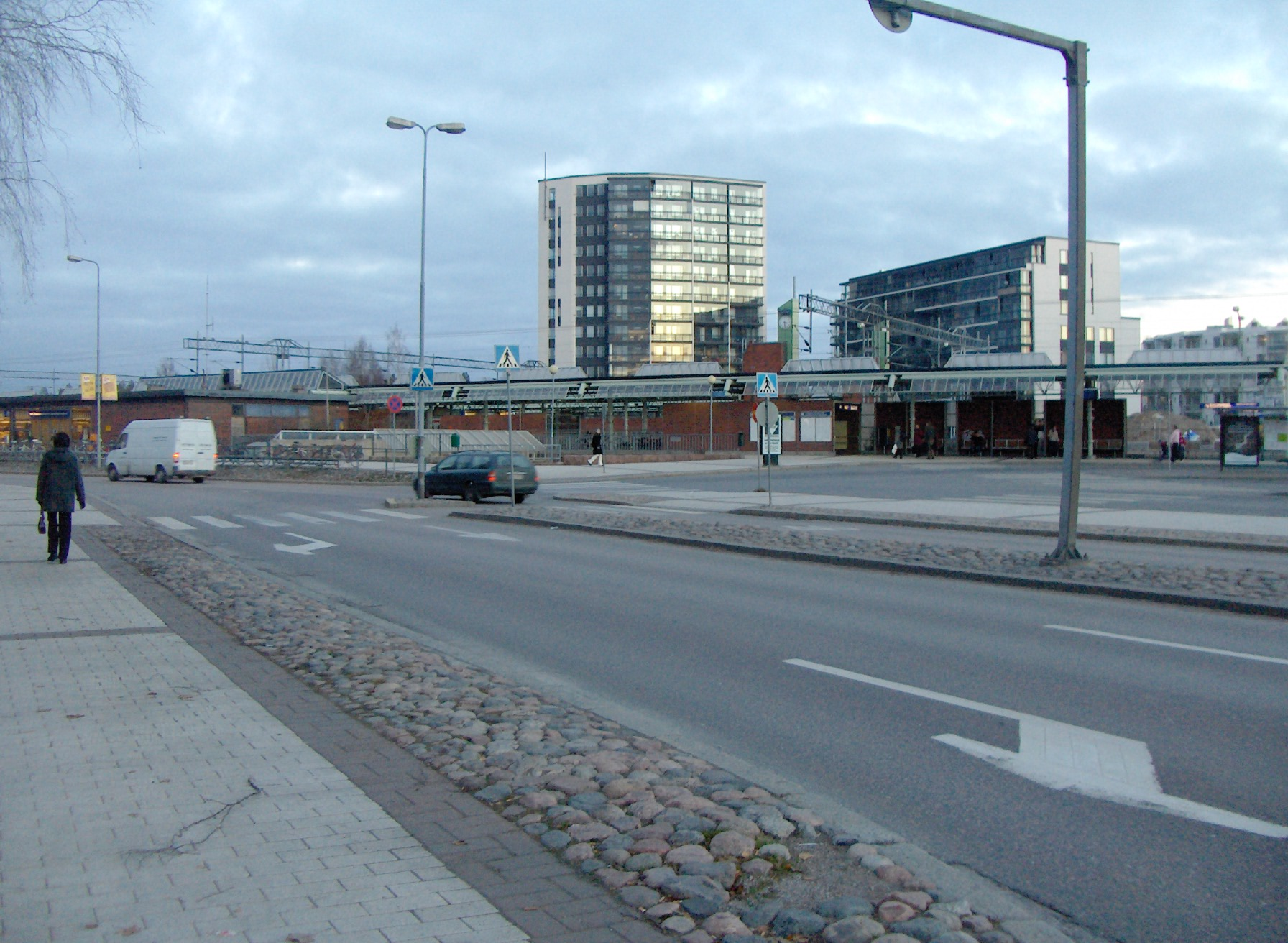
L'edificio della stazione (prima di essere ricostruito nel 2015)
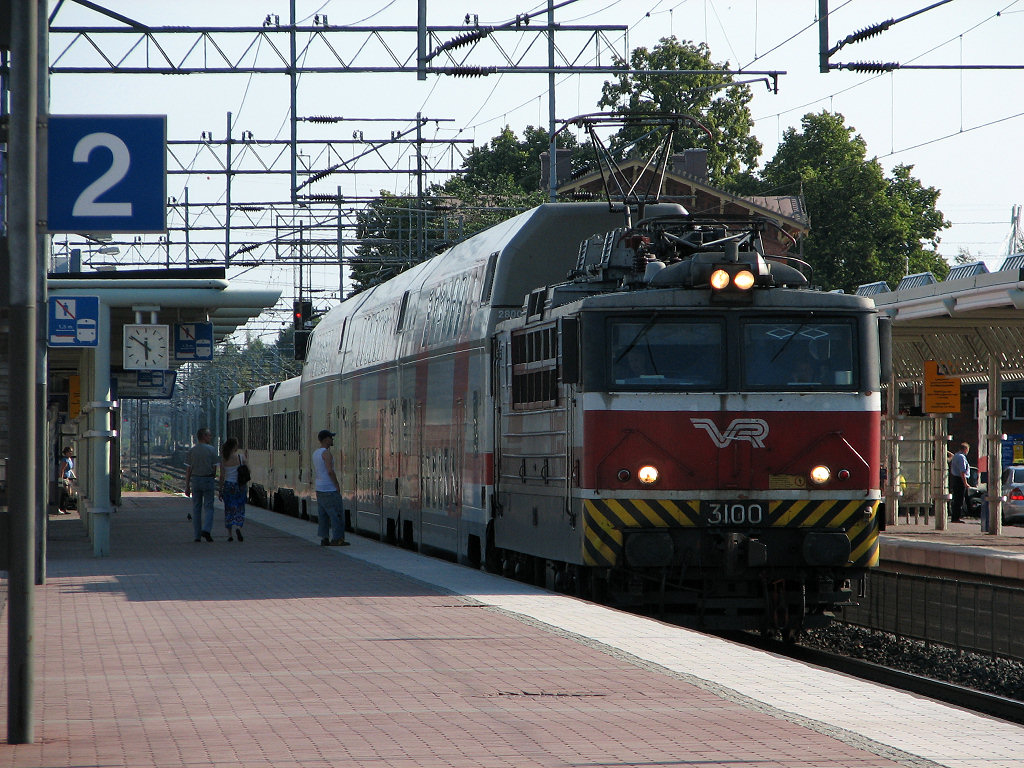
Treno InterCity in direzione nord
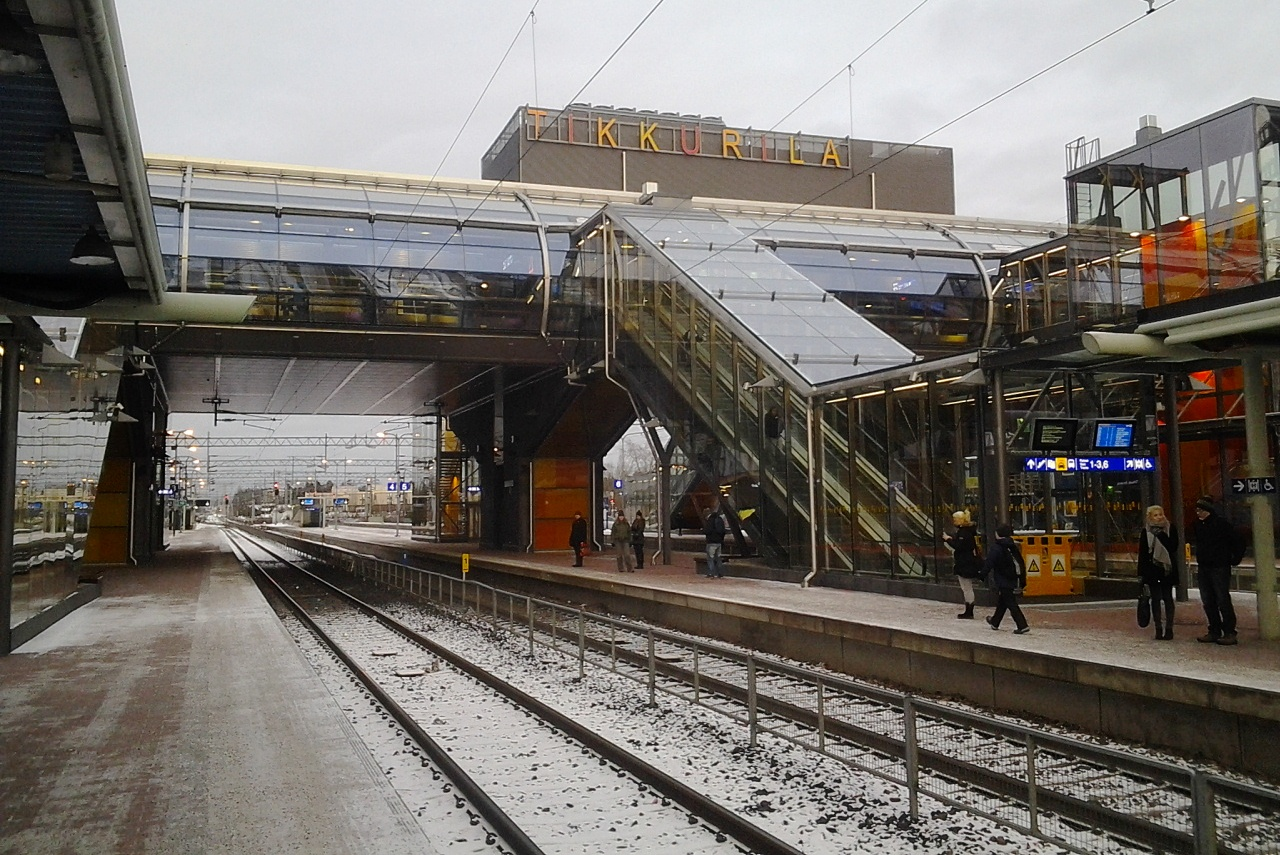
Vista della nuova stazione da sud
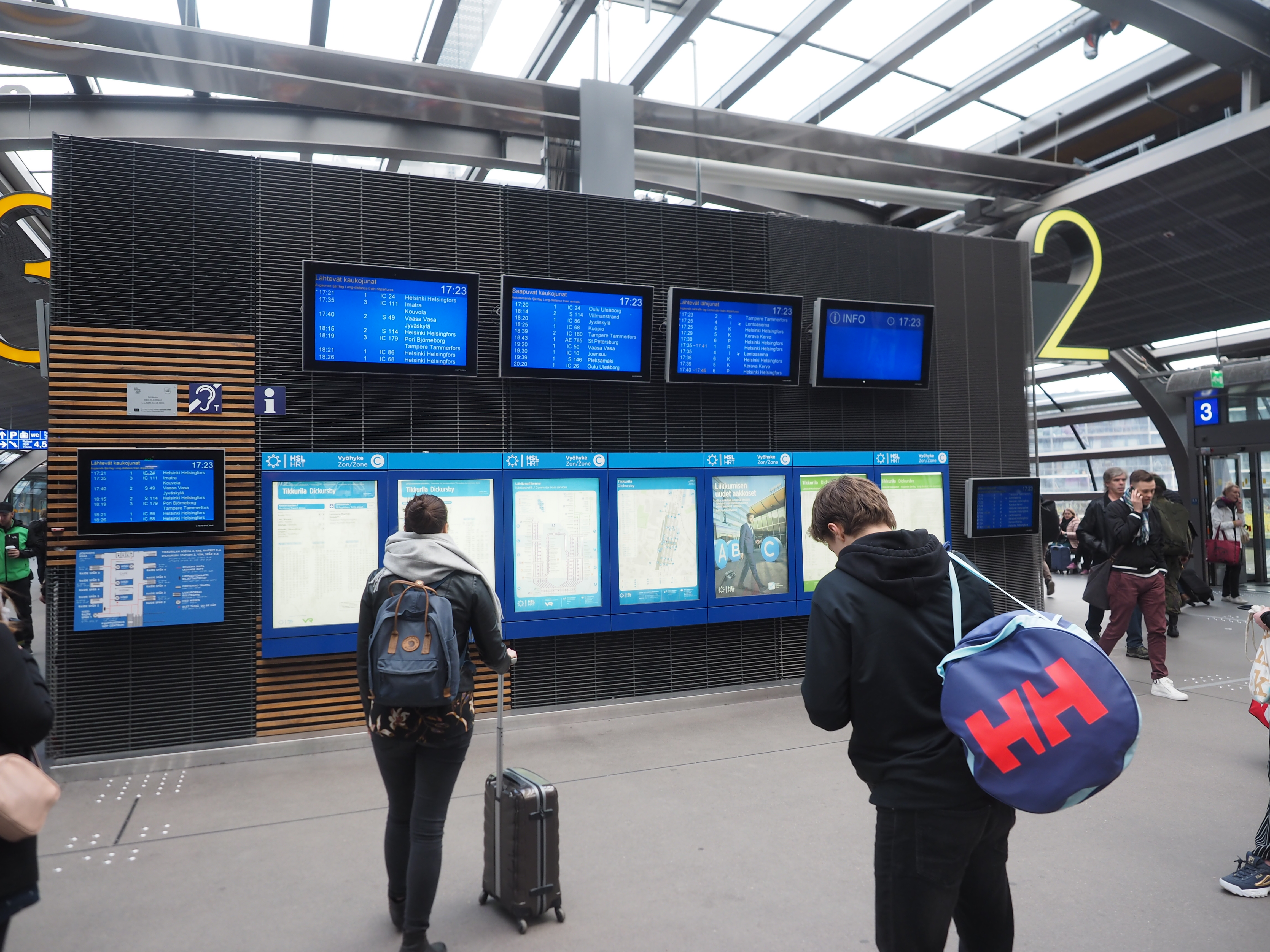
L'interno della stazione